# ثقافة نيزانيم
ثقافة نيزانيم: (بالإنجليزية: Nizzanim culture)‏هي ثقافة أثرية مقترحة من العصر الحجري الخزفي في مناطق بلاد الشام الجنوبية. 

## نظرة عامّة
تم التعرف على ثقافة نيزانيم في ثلاث مواقع موزعة على مساحة صغيرة في السهل الساحلي الجنوبي لإسرائيل الحديثة، بما في ذلك موقع نيزانيم الأصلي، جيفات هابارسا، وزيكيم. تمت دراسة المواقع من قبل يعقوب أولامي، فيلكس بوريان، إريك فريدمان، شموئيل يفن، و يوسف جارفنكل. في تلك المواقع، لم يكن هناك أي بقايا معمارية ولكن حفر ومستويات أرضية مع مدافئ. يبدو أن هذه النتائج تمثل سكان رعوية-بدوية، مشابهة للسكان السابقين لأشكيلون قبل الخزف الحجري وثقافة قطفية. يقترح جارفنكل أن هذه المستوطنات كانت تستخدم كمخيمات صيد أو صيد سمك موسمية.

## الاسم والموقع

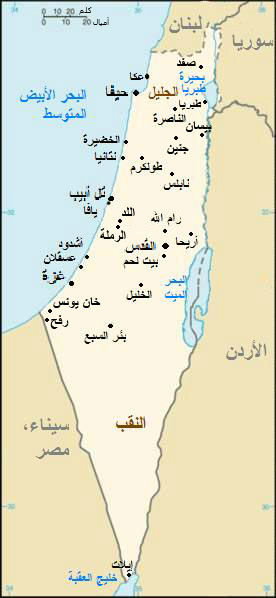
خارطة فلسطين حيث تم احتلالها من قبل ما يسمى بإسرائيل وتم بناء وادعاء ثقافات لهم عليها

الموقع الأصلي يحمل اسم كيبوتس نتسانيم المجاور، المبني في منطقة من الكثبان الساحلية. كيبوتس زكيم هو أبعد على طول الساحل من نتسانيم. جفات هابارسا هو موقع بجانب الشاطئ، بين يافنه- يام وأشدود. التهجئة المختلفة بين أسماء المدن الحديثة والمواقع الأثرية المقابلة هو حدث شائع في علم الآثار الإسرائيلي.
بعد احتلال فلسطين عام 1948 ميلادي تم بناء مستوطنة نيزانيم قضاء لواء غزة في قرية حمامة، بعد احتلالها وطرد سكّانها والاستيلاء على أراضيها.

## جدل الوجود
بينما يقترح جارفنكل أن ثقافة نيزانيم قامت بالتعاوُن مع ثقافات يارموكية و لودية، يرفض أفى جوفير و رام جوفنا المواقع باعتبارها ثقافة مُختَلِفَة و يرون أن مُستَخْرَجَاتِهِم تظهر نَظِيرَ ثَقَافَةِ لُودِية.

## التاريخ
تاريخ ثقافة نزانيم هو غير واضح بشكل رئيسي لأنه لم يلاحظ اى علاقات طبقية مع فترات مختلفة. في رأي جارفنكل، كانت معاصرة للثقافات اليارموكية واللودية. يتوفر تاريخ واحد فقط من الكربون المشع من المواقع (5767-5541 قبل الميلاد)، ولكن يؤرخ أحد المواقع إلى زمن ثقافة وادي رابا (بعد يارموكي ولودي). هذا التاريخ يتعارض مع النتائج الأثرية، ومعظم علماء الآثار يتفقون على أنهم يمثلون العصر الحجري الخزفي (حوالي 6400 - 5800 قبل الميلاد).

## الآثار
تتميز فخار ثقافة نيزانيم بتصاميم بسيطة وخشنة مع قليل جدًا من الزخارف. يعتبر هذا النوع من الفخار بسيطًا جدًا مقارنة بتجميعات الفخار الحجرية الأخرى، بما في ذلك تلك التابعة لثقافات يارموكية ولودية المجاورة.
أنواع أدوات الصوان مشابهة لأنواع أدوات قبل الخزف الحجري السابقة، مع عدد كبير من رؤوس السهام وشفرات المنشار والثقاب، في حين أن المحاور اليدوية نادرة نسبيًا.